# Иллюзия убийства 2
«Иллюзия убийства 2» (англ. F/X 2) — американский остросюжетный художественный фильм, поставленный режиссёром Ричардом Франклином как продолжение фильма «Иллюзия убийства».

## Сюжет
Ролли Тайлер из создателя спецэффектов переквалифицировался в создателя игрушек. Бывший муж его подруги, полицейский Майк, обращается к нему с просьбой о помощи в поимке маньяка-убийцы. Во время операции Майка убивают, а убийца гибнет от рук полиции. Начальник Майка утверждает, что полицейский стал жертвой того, за кем охотился. Но Ролли знает, что это не так. В комнате был кто-то ещё. Чтобы разобраться во всём, Ролли обращается к старому другу, Лео МакКарти (Брайан Деннехи), ушедшему из полиции и ставшему частным детективом. Вместе они выводят злодеев на чистую воду и наказывают их за смерть Майка.

## В ролях
| Актёр             | Роль                     |
| ----------------- | ------------------------ |
| Брайан Браун      | Ролли Тайлер             |
| Брайан Деннехи    | Лео МакКарти             |
| Рэйчел Тикотин    | Ким Брендон              |
| Джоанна Глисон    | Лиз Кеннеди              |
| Филип Боско       | лейтенант Рэй Сайлак     |
| Кевин О’Коннор    | Мэтт Нили                |
| Том Мэйсон        | Майкл Брендон            |
| Доминик Зампрунья | Крис Брендон, сын Майкла |
| Джосси Дегусман   | Мариса Велес             |